# Česká Čermná
Česká Čermná là một làng thuộc huyện Náchod, vùng Královéhradecký, Cộng hòa Séc.